# Brachyscelio cephalotes
Brachyscelio cephalotes är en stekelart som beskrevs av Charles Thomas Brues 1940. Brachyscelio cephalotes ingår i släktet Brachyscelio och familjen Scelionidae. Inga underarter finns listade.